# ألبرت فريك (سياسي)
ألبرت فريك هو سياسي ليختنشتاني، ولد في 21 أكتوبر 1948. نشط حزبياً في Progressive Citizens' Party ‏. وقد انتخب عضو في لاندتاغ ليختنشتاين ‏ عن دائرة Oberland (electoral district) ‏ وقد انضم خلال فترته النيابية ‏ للكتلة البرلمانية Progressive Citizens' Party ‏ وانتخب عضو في لاندتاغ ليختنشتاين ‏ (2009 – 2021).